# فرانك تاتل
فرانك تاتل (بالإنجليزية: Frank Tuttle)‏ هو مخرج فني ومصمم الإنتاج أمريكي، ولد في 15 نوفمبر 1905 في بنسيلفانيا في الولايات المتحدة، وتوفي في 6 أغسطس 1969 في غلينديل في الولايات المتحدة.

## وصلات خارجية
- فرانك تاتل على موقع IMDb (الإنجليزية)
- فرانك تاتل على موقع تيرنر كلاسيك موفيز (الإنجليزية)
- فرانك تاتل على موقع أول موفي (الإنجليزية)
- فرانك تاتل على موقع قاعدة بيانات الأفلام السويدية (السويدية)
- فرانك تاتل على موقع قاعدة بيانات الفيلم (الإنجليزية)
- فرانك تاتل على موقع كينوبويسك (الروسية)